# Terremoto de Tivisa de 1845
El  terremoto de Tivisa de 1845  fue un terremoto que tuvo lugar la comarca de la Ribera del Ebro, en el umbral entre el Bajo Campo, El Priorato y el Bajo Ebro del 3 al 7 de octubre de 1845 con múltiples réplicas durante 15 días. 
Se calcula que el epicentro de este terremoto (de una intensidad de VI a VII en la escala de Mercalli) estuvo cerca de la población Tivisa, donde provocó daños en la iglesia y otros edificios, especialmente en la finca denominada Manou, en la que se pueden observar aún unas fallas del terreno muy profundas de 70m de largo por 20m de ancho con rocas grandes caídas en su interior.
Esta fue la noticia en el Diario de Barcelona: 

Un testigo ocular me ha referido que entró o bajó anteayer en una gran abertura de un monte vecino, la cual considera él de tanta capacidad como la plaza de San Jaime de Barcelona, y observó en el centro un agujero sumamente profundo e insondable, dentro del cual tiró varias piedras sin que se percibiera el ruido de su caída. Había allí muchas piedras negras que despedían un hedor de azufre, de las cuales me ha entregado una muestra. El peligro de que creían verse amenazados en aquel ancho foso rodeado de altas peñas, que pueden desplomarse de un momento a otro y dentro del cual han quedado sepultados de raíz varios pinos de los más elevados, les hizo abreviar su excursión subterránea. En otros varios parajes, se han abierto grietas de mayor o menor importancia

Sobre los efectos del terremoto en otras localidades, en Tortosa también se percibió pero sin demasiada importancia, en Barcelona se sintieron temblores 

## Nota
- Datos: Q11704344